# Tartrate

Structure du dianion tartrate

Le dianion tartrate est l'ion de formule brute C4H4O62− et semi-développée −OOC-(CHOH)2-COO−. C'est la base conjuguée de l'acide tartrique, un acide dicarboxylique : l'acide 2,3-dihydroxybutanedioïque, ou acide 2,3-dihydroxy succinique. On appelle aussi tartrate un sel ou un ester de l'acide tartrique. Le sel le plus commun est le (2R,3R)-bitartrate de potassium, un énantiomère présent dans le raisin et le vin.
En 1848, Louis Pasteur a découvert la résolution chirale dans la cristallisation du tartrate double de sodium et d'ammonium tétrahydraté racémique.
Les sels paratartrates (rac-tartrates, racémates) sont les sels de l'acide tartrique racémique.
Les ions tartrates sont utilisés dans la liqueur de Fehling pour tester la présence d'aldéhydes.

## Exemples
Additifs alimentaires
- tartrates de sodium, E335 :

(+)-(R,R)-Bitartrate de potassium.

Tartrate de dipotassium.

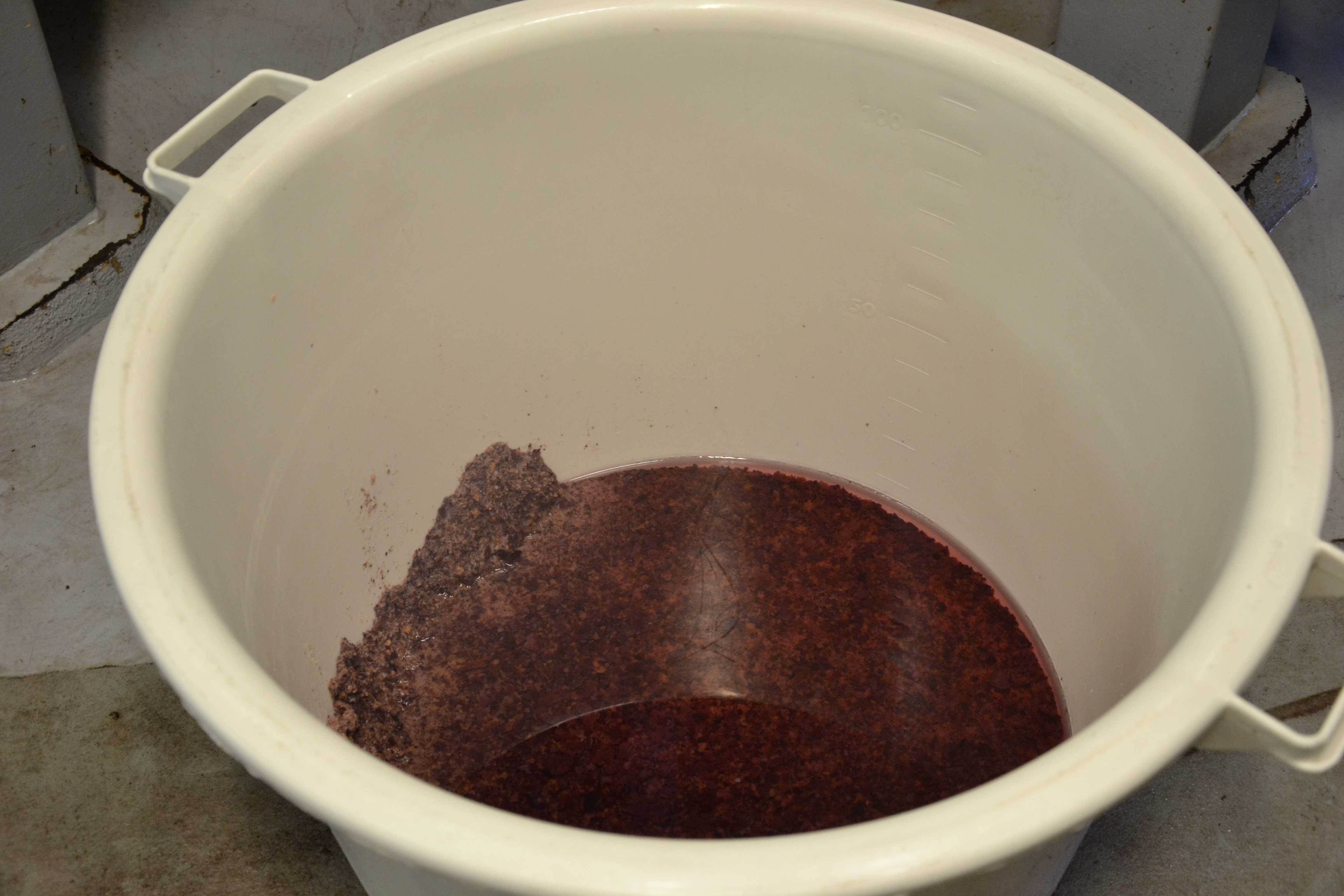
Résidus de tartre après le nettoyage des cuves.

  - tartrate de monosodium, E335(i) ;
  - tartrate de disodium, E335(ii) ;
- tartrates de potassium, E336 :
  - bitartrate de potassium (tartrate de monopotassium, « crème de tartre », un sous-produit de la vinification), E336(i) ;
  - tartrate de dipotassium, E336(ii) ;
- tartrate double de sodium et de potassium (sel de Seignette, un sel double), E337 ;
- tartrate de calcium, E354 ;
- tartrate de stéaryle (en) (tartrate de stéaryle palmityle), E483 ;
- tartrate de choline, E1001(v).

Sels
- acétotartrate d'aluminium (en) ;
- tartrate d'antimoine et de potassium ;
- tartrate ferreux (en).

Esters
- tartrate de diéthyle ;
- tartrate de diisopropyle (en).